# Ceromitia systelitis
Ceromitia systelitis là một loài bướm đêm thuộc họ Adelidae. Loài này có ở Cộng hòa Congo và Mozambique.